# Levi Morton
Pour les articles homonymes, voir Morton.
Levi Parsons Morton, né le 16 mai 1824 à Shoreham (Vermont) et mort le 16 mai 1920 à  Rhinebeck (État de New York), est un homme politique américain. Membre du Parti républicain, il est représentant de l'État de New York entre 1879 et 1881, ambassadeur des États-Unis en France entre 1881 et 1885, vice-président des États-Unis entre 1889 et 1893 dans l'administration du président Benjamin Harrison puis gouverneur de l'État de New York entre 1895 et 1896.

## Biographie
Homme d’affaires puis banquier à New York, il commence une carrière politique en 1876 en tentant vainement de se faire élire à la Chambre des représentants.
En 1878, le président Rutherford B. Hayes le nomme représentant américain à l’exposition internationale de Paris.
En 1879, il est élu à la Chambre des représentants sous les couleurs républicaines. Il compte parmi les « députés du chemin de fer » ; ces députés recevaient des compagnies ferroviaires des actions quasi-gratuites et adaptaient la loi à leurs intérêts (privatisations, subventions , etc).
En 1880, il refuse l’offre du candidat républicain à la présidence James Garfield, d’être son candidat pour la vice-présidence.
Il est ensuite ambassadeur des États-Unis en France de 1881 à 1885.
En 1888, il accepte d’être le candidat à la vice-présidence sur le ticket républicain au côté de Benjamin Harrison et est élu. Il assume les fonctions de vice-président du 4 mars 1889 au 4 mars 1893.
De 1895 à 1897, il continue sa carrière politique en tant que gouverneur de New York.
Il meurt le 16 mai 1920 à Rhinebeck, New York le jour de son 96e anniversaire.